# Nikita Denise
Nikita Denise (født 25. juli 1976) i daværende Tjekkoslovakiet er en tjekkisk pornomodel og pornofilminstruktør som bor og arbejder primært i USA, hvor hun har fået amerikansk statsborgerskab gennem ægteskab.
Denise flyttede fra Tjekkoslovakiet til Toronto, Canada i 1998 og begyndte at arbejde på forskellige canadiske stripbarer. Her mødte hun pornomodellen Jill Kelly, som gav hende et telefonnummer til pornoheadhunteren Jim South. Hendes første pornografiske optagelse var med Dillon Day i filmen North Pole 13 i 2000.
I 2006 debuterede hun som instruktør med filmen Nikita's Extreme Idols, hvor hun også selv optrådte, efter at havde taget mere end et års pause.
Den 24. juli 2006 optrådte Nikita på tv-programmet Inside the Porn Actor's Studio med værten Richard Christy.
Nikita har optrådt i mere 315 film og vundet adskillige priser, inklusiv i 2002; en AVN Award for Female Performer of the Year (bedste kvindelige optræder).

## Priser
AVN Awards
- 2002 Female Performer of the Year
- 2002 Best Group Sex Scene – Video for Succubus
- 2003 Best All-Girl Sex Scene – Video for I Dream of Jenna

## Udvalgt filmografi
- Gangland 13 (2000)
- North Pole 13 (2000)
- Chasing the Big Ones 12 (2002)
- Femme Nikita Denise, La (2002)
- Sex Across America 7 (2002)
- Violation of Nikita Denise (2002)
- Femme Nikita Denise 2, La (2003)
- Nina Hartley's Guide to Double Penetration (2004)
- Decades (2006)

## References
1. 1 2 3  "Nikita Denise - Porn Star and Director". IAFD. Hentet 2009-10-23.
2. ↑  Nelson X (2008-02-01). "Czech Mate: Nikita Denise Returns". AVN. Arkiveret fra originalen 9. februar 2008. Hentet 2008-02-03.
3. ↑  Tod Hunter (2007-12-18). "Nikita Denise Visits Playboy Radio". xfanz.com. Arkiveret fra originalen 17. juli 2013. Hentet 2008-02-03.
4. ↑  "Nikita Denise Directorial Debut: Nikita's Extreme Idols". Arkiveret fra originalen 14. juni 2006. Hentet 2006-06-13.